# 2013年東亞運動會龍舟比賽
2013年東亞運動會龍舟比賽是從2013年10月13日至10月15日期間，在天津水上公園東湖所舉行的賽事。

## 獎牌榜
| 排名 | 国家／地区 | 金牌 | 银牌 | 铜牌 | 總數 |
| ---- | ---------- | ---- | ---- | ---- | ---- |
| 1    | 中国       | 4    | 1    | 1    | 6    |
| 2    | 中华台北   | 2    | 4    | 0    | 6    |
| 3    | 日本       | 0    | 1    | 3    | 4    |
| 4    | 中国澳门   | 0    | 0    | 2    | 2    |
| 總計 | 總計       | 6    | 6    | 6    | 18   |

## 獲勝者
| 項目                             | 金牌     | 银牌     | 铜牌     |
| 男子200公尺十二人龍舟 （詳細）   | 中国     | 中华台北 | 日本     |
| 男子500公尺十二人龍舟 （詳細）   | 中华台北 | 中国     | 日本     |
| 男子200公尺二十二人龍舟 （詳細） | 中国     | 中华台北 | 中国澳门 |
| 男子500公尺二十二人龍舟 （詳細） | 中华台北 | 日本     | 中国     |
| 女子200公尺十二人龍舟 （詳細）   | 中国     | 中华台北 | 日本     |
| 女子500公尺十二人龍舟 （詳細）   | 中国     | 中华台北 | 中国澳门 |

## 外部連結
- 東亞運動會龍舟競賽日程表